# Бурхан-Булак
Бурхан-Булак (каз. Бұрхан-Бұлақ) — самый высокий водопад Казахстана, расположен в Ескельдинском районе Жетысуской области в горах Джунгарского Алатау в ущелье реки Кора выше города областного значения Текели, в 130 км от Талдыкоргана. Суммарная высота 4-х каскадов 168 м, а видимой части — трёх нижних каскадов — 114 м.
В досоветское время водопад считался священным.

## Описание
Водопад по типу относится к каскадным.

## Легенда
В древние времена на территории водопада жила женщина со своим единственным ребёнком, которого звали Бурхан. Мать души не чаяла в своём сыне и желала, чтобы он выбрал себе в жёны тихую послушную девушку. После того, как мать узнала, что её сын влюбился в гордую и своевольную красавицу она разозлилась и начала препятствовать их браку, что вскоре воздвигла в скале большой замок, в котором заперла Бурхана. Однако, сердце юноши невозможно было усмирить, так как его любовь была настолько сильна, что он вырвался из заточения темницы и слился с красавицей Корой…
Прошло очень много столетий, однако молодые всегда вместе, а бедная мать беспрерывно оплакивает неразумный выбор сына и изливает свою печаль в виде небольшого ручья, который находится неподалёку от водопада Бурхан-булак и называют его «Слёзы матери».